# Red Right Hand
«Red Right Hand» es un sencillo de la banda de rock Nick Cave and the Bad Seeds, de su álbum Let Love In de 1994. La canción, de más de seis minutos de duración, fue acortada posteriormente para ser comercializada como sencillo musical.
Una oscura y ominosa canción de rock alternativo, se ha convertido en una de las canciones más emblemáticas de Cave, que se presenta en la mayoría de sus conciertos; solo "The Mercy Seat" ha aparecido en más de sus sets en vivo desde 1984. La canción ha sido versionada por Arctic Monkeys, PJ Harvey, Iggy Pop y Jarvis Cocker, entre otros.

## Listado de canciones
- Euro 3 Track CD Single

1. «Red Right Hand»
2. «That's What Jazz Is to Me»
3. «Where the Action Is»

## Lista de éxitos
| Lista (1995)                  | Máxima posición |
| ----------------------------- | --------------- |
| Australian ARIA Singles Chart | 62              |
| UK Singles Chart (2017)       | 81              |